# Geoff Lees
Geoffrey Thompson „Geoff“ Lees (* 1. Mai 1951 in Atherstone, Warwickshire) ist ein ehemaliger britischer Autorennfahrer.

## Die Anfänge der Karriere
Geoff Lees lebte in seiner Kindheit und Jugend in seinem Geburtsort der nur rund zehn Kilometer von der Mallory-Park-Rennstrecke entfernt liegt. Dort traf er eines Tages auf den Rennfahrer Graham Hill und nachdem er einige Worte mit diesem gewechselt hatte, beschloss Lees Rennfahrer zu werden.
Er begann eine Lehre als Automechaniker und kaufte sich vom ersten selbstverdienten Geld sofort einen Rennwagen. 1971 fuhr Lees in der britischen Formel-Ford-Meisterschaft und belegte auf Anhieb den vierten Platz. Da ihm das Geld für weitere Einsätze fehlte, nahm er in den nächsten beiden Jahren nur an dem Meisterschaftslauf in Silverstone teil. Erst 1974 hatte er genug gespart um wieder eine komplette Saison bestreiten zu können. 1975 schließlich gewann er die Meisterschaft.
1976 und 1977 nahm Lees an der Formel-Ford-Europameisterschaft teil. Er belegte den dritten und vierten Gesamtrang.
1978 wechselte er in die britische Aurora-AFX-Formel-1-Serie. Er fuhr für das Team Mario Deliotti Racing. Einsatzauto war im Wesentlichen der Ensign N175, ein Unikat, das 1975 von Ensign und 1976 sowie 1977 von HB Bewaking Systems in der Formel 1 eingesetzt worden war, bevor es für die Saison 1978 von Mario Deliotti Racing übernommen wurde. In dieser Saison gewann er drei Rennen und versuchte zusätzlich noch sich mit dem Ralt-Honda in der Formel-2-Europameisterschaft zu etablieren. Sein bestes Resultat dabei war ein vierter Rang.
1979 wechselte Lees erneut die Rennserie und wurde Gesamtdritter in der CanAm-Meisterschaft.

## In der Formel 1

### 1978
1978 bekam Lees bei seinem Heim-Grand-Prix erstmals die Chance, in der Formel 1 anzutreten. Mario Deliotti Racing meldete den bekannten Ensign N175 mit Cosworth-DFV-Motor. Lees verpasste allerdings mit dem veralteten Auto die Qualifikation.

### 1979
Im nächsten Jahr wurde Lees von Ken Tyrrell für den Großen Preis von Deutschland auf dem Hockenheimring als Ersatz für den erkrankten Jean-Pierre Jarier verpflichtet. Lees qualifizierte sich im Mittelfeld und brachte das Auto auf einem respektablen siebten Rang ins Ziel.

### 1980
1980 wollte sich Lees endgültig in der Formel 1 etablieren. Ab dem Grand Prix von Südafrika übernahm Lees den zweiten Shadow von Stefan Johansson als Stammfahrer. Hier fuhr er zunächst einen Shadow DN11; ab dem Großen Preis von Monaco wurde dann der DN12 eingesetzt, eine verbesserte Version des Vorgänger-Fahrzeugs. Lees’ Bemühungen blieben vergeblich, da Shadow in großen finanziellen Problemen steckte und die notwendigen finanziellen und logistischen Mittel fehlten, um die Autos zur Rennreife zu bringen. Bei fünf Versuchen gelang es Lees lediglich bei seinem Debüt, die Qualifikationshürde zu überspringen. Nach dem Großen Preis von Frankreich zog sich Shadow aus der Formel 1 zurück.
Später im Jahr wurde Lees von Mo Nunn als zweiter Pilot für das Ensign-Formel-1-Team für die Grands Prix in Zandvoort und Monza verpflichtet. Lees startete dort unter mit einem Rennstall namens Unipart Racing Team; tatsächlich wurde dieses Team ebenfalls von Ensign betreut. In Holland konnte sich Lees auf dem letzten Startplatz qualifizieren und musste das Rennen nach 22 Runden, nach einer Kollision mit Vittorio Brambilla, aufgeben. In Italien konnte sich Lees nicht qualifizieren.
Beim Saisonabschlussrennen in Watkins Glen schließlich erschien Lees bei einem Team, das sich Theodore Racing nannte. Dieser Rennstall hatte organisatorisch und rechtlich nichts mit dem Team Theodore Racing zu tun, das 1978 sowie von 1981 bis 1983 in der Formel 1 aktiv war und ab 1981 auf der Substanz des ehemaligen Shadow-Teams aufbaute. Vielmehr handelte es sich um das britische Team RAM Racing, das in der Saison 1980 den US-Amerikaner Kevin Cogan mit einem Williams FW07B-Cosworth an den Start gebracht hatte. Geoff Lees kaufte sich mit Geld von Theodore Racing bei RAM für dieses einzelne Rennen ein. RAM stellte das Auto und organisierte den Einsatz. Lees gelang in der Qualifikation keine gezeitete Runde.

### 1982
Nach einem Jahr Pause nahm Geoff Lees 1982 nochmals an zwei Grand Prix teil. Beim Grand Prix von Kanada in Montreal wurde sein Theodore TY02 beim ersten Start, bei dem Ricardo Paletti ums Leben kam, irreparabel beschädigt, so dass Lees auf den zweiten Start verzichten musste. In Frankreich ersetzte Lees den verletzten Nigel Mansell bei Lotus. Einem 24. Platz im Training folgte ein zwölfter im Rennen. Es sollte Lees letzter Grand Prix werden.

### 1987
Beinahe wäre es noch zu einem dreizehnten Formel-1-Rennwochenende gekommen. 1987 ersetzte Lees den Japaner Satoru Nakajima als offizieller Formel-1-Testfahrer von Honda. Er drehte unzählige Testrunden am Steuer eines Williams FW11 Honda. Für den Grand Prix von Japan hatte Lees einen Sponsor gefunden, der ihm, mit Erlaubnis von Honda, einen einmaligen Formel-1-Einsatz finanzieren wollte. Erste Wahl waren die Honda Teams: Frank Williams entschied sich jedoch gegen den Einsatz eines dritten Autos. Lotus wäre bereit gewesen dieses einzusetzen, jedoch pochte Ayrton Senna auf sein vertraglich zugesichertes Zugriffsrecht auf den Ersatzwagen. So fehlte ein Einsatzauto für Lees. Dieser wurde sich daraufhin mit Arrows handelseinig, doch nun spielte der japanische Sponsor, der auf einen Einsatz in einem Honda getriebenen Fahrzeug pochte, nicht mit.
Auffällig ist, dass Lees bei nur zwölf Grand Prix, zu denen er gemeldet war, für insgesamt sechs verschiedene Teams in acht verschiedenen Autos antrat.

## Sonstige Rennen
1981 wurde Geoff Lees in einem Werks-Ralt-Honda mit drei Saisonsiegen überlegen Formel-2-Europameister. Zwei Jahre später gewann er auch die Japanische Formel-2-Meisterschaft. Er ist der einzige Europäer, der diesen Titel erhielt.
Nach dem Ende seiner Formel-1-Karriere wanderte Lees für mehr als zehn Jahre nach Japan aus. Er nahm dort an Rennen zur japanischen Sportwagen-Meisterschaft und Formel-2-Serie teil, erzielte dabei viele Siege, heiratete eine Japanerin und erfreut sich in Japan bis heute großer Beliebtheit.
Ende der 90er Jahre kehrte Lees nach Europa zurück und bestritt auf McLaren und Lister Storm die FIA-GT-Meisterschaft. Geoff Lees trat 14 mal bei den 24-Stunden-Rennen von Le Mans an. Sein Debüt gab er schon 1982 für Nimrod. Seine beste Platzierung blieb Rang 6, beim Rennen 1990 im Werks-Toyota 90C-V, an der Seite von Masanori Sekiya und Hitoshi Ogawa.
Ende 2000 erklärte Lees seinen Rücktritt vom aktiven Motorsport.

## Zitat von Geoff Lees
- „Es war das schlechteste Auto, das ich in meinem Leben gefahren bin. Es machte mir wirklich Angst.“ (Geoff Lees über den Shadow DN12 von 1980)

## Statistik

### Statistik in der Automobil-Weltmeisterschaft

#### Gesamtübersicht
| Saison | Team                  | Auto                         | Rennen | Nichtqualifikationen | Starts | Punkte | Position |
| ------ | --------------------- | ---------------------------- | ------ | -------------------- | ------ | ------ | -------- |
| 1978   | Mario Deliotti Racing | Ensign N175 Cosworth         | 1      | 1                    | -      | -      | -        |
| 1979   | Tyrrell               | Tyrrell 009 Cosworth         | 1      | -                    | 1      | -      | -        |
| 1980   | Shadow                | Shadow DN11- & DN12-Cosworth | 5      | 4                    | 1      | -      | -        |
| 1980   | Ensign                | Ensign N180 Cosworth         | 2      | 1                    | 1      | -      | -        |
| 1980   | Theodore Racing       | Williams FW07B Cosworth      | 1      | 1                    | -      | -      | -        |
|        | Gesamtergebnis 1980   |                              | 8      | 6                    | 2      | -      | -        |
| 1982   | Theodore Racing       | Theodore TY02 Cosworth       | 1      | -                    | 1      | -      | -        |
| 1982   | Lotus                 | Lotus 91 Cosworth            | 1      | -                    | 1      | -      | -        |
|        | Gesamtergebnis 1982   |                              | 2      | -                    | 2      | -      | -        |
| Gesamt |                       |                              | 12     | 7                    | 5      | -      | -        |

#### Einzelergebnisse
| Saison | 1 | 2   | 3   | 4   | 5   | 6   | 7   | 8 | 9   | 10  | 11  | 12 | 13  | 14 | 15 | 16 |
| ------ | - | --- | --- | --- | --- | --- | --- | - | --- | --- | --- | -- | --- | -- | -- | -- |
| 1978   |   |     |     |     |     |     |     |   |     |     |     |    |     |    |    |    |
|        |   |     |     |     |     |     |     |   | DNQ |     |     |    |     |    |    |    |
| 1979   |   |     |     |     |     |     |     |   |     |     |     |    |     |    |    |    |
|        |   |     |     |     |     |     |     |   | 7   |     |     |    |     |    |    |    |
| 1980   |   |     |     |     |     |     |     |   |     |     |     |    |     |    |    |    |
|        |   | 13* | DNQ | DNQ | DNQ | DNQ |     |   |     | DNF | DNQ |    | DNQ |    |    |    |
| 1982   |   |     |     |     |     |     |     |   |     |     |     |    |     |    |    |    |
|        |   |     |     |     |     |     | DNF |   |     | 12  |     |    |     |    |    |    |

| Legende  | Legende            | Legende                                                          |
| Farbe    | Abkürzung          | Bedeutung                                                        |
| -------- | ------------------ | ---------------------------------------------------------------- |
| Gold     | –                  | Sieg                                                             |
| Silber   | –                  | 2. Platz                                                         |
| Bronze   | –                  | 3. Platz                                                         |
| Grün     | –                  | Platzierung in den Punkten                                       |
| Blau     | –                  | Klassifiziert außerhalb der Punkteränge                          |
| Violett  | DNF                | Rennen nicht beendet (did not finish)                            |
| Violett  | NC                 | nicht klassifiziert (not classified)                             |
| Rot      | DNQ                | nicht qualifiziert (did not qualify)                             |
| Rot      | DNPQ               | in Vorqualifikation gescheitert (did not pre-qualify)            |
| Schwarz  | DSQ                | disqualifiziert (disqualified)                                   |
| Weiß     | DNS                | nicht am Start (did not start)                                   |
| Weiß     | WD                 | zurückgezogen (withdrawn)                                        |
| Hellblau | PO                 | nur am Training teilgenommen (practiced only)                    |
| Hellblau | TD                 | Freitags-Testfahrer (test driver)                                |
| ohne     | DNP                | nicht am Training teilgenommen (did not practice)                |
| ohne     | INJ                | verletzt oder krank (injured)                                    |
| ohne     | EX                 | ausgeschlossen (excluded)                                        |
| ohne     | DNA                | nicht erschienen (did not arrive)                                |
| ohne     | C                  | Rennen abgesagt (cancelled)                                      |
| ohne     | keine WM-Teilnahme |                                                                  |
| sonstige | P/fett             | Pole-Position                                                    |
| sonstige | 1/2/3/4/5/6/7/8    | Punktplatzierung im Sprint-/Qualifikationsrennen                 |
| sonstige | SR/kursiv          | Schnellste Rennrunde                                             |
| sonstige | *                  | nicht im Ziel, aufgrund der zurückgelegten Distanz aber gewertet |
| sonstige | ()                 | Streichresultate                                                 |
| sonstige | unterstrichen      | Führender in der Gesamtwertung                                   |

### Le-Mans-Ergebnisse
| Jahr | Team                      | Fahrzeug         | Teamkollege     | Teamkollege           | Platzierung | Ausfallgrund     |
| ---- | ------------------------- | ---------------- | --------------- | --------------------- | ----------- | ---------------- |
| 1982 | Nimrod Racing Automobiles | Nimrod NRA/C2    | Tiff Needell    | Bob Evans             | Ausfall     | Motorschaden     |
| 1985 | Dome Team                 | Dome 85C         | Eje Elgh        | Toshio Suzuki         | Ausfall     | Kupplungsschaden |
| 1986 | Tom’s Co. Ltd.            | Dome 86C         | Satoru Nakajima | Masanori Sekiya       | Ausfall     | Motorschaden     |
| 1987 | Toyota Team Tom’s         | Toyota 87C-L     | Eje Elgh        | Alan Jones            | Ausfall     | kein Benzin      |
| 1988 | Toyota Team Tom’s         | Toyota 88C       | Kaoru Hoshino   | Masanori Sekiya       | Rang 12     |                  |
| 1989 | Toyota Team Tom’s         | Toyota 89C-V     | Johnny Dumfries | John Watson           | Ausfall     | Unfall           |
| 1990 | Toyota Team Tom’s         | Toyota 90C-V     | Hitoshi Ogawa   | Masanori Sekiya       | Rang 6      |                  |
| 1992 | Toyota Team Tom’s         | Toyota TS010     | David Brabham   | Ukyo Katayama         | Ausfall     | Motorschaden     |
| 1993 | Toyota Team Tom’s         | Toyota TS010     | Jan Lammers     | Juan Manuel Fangio II | Rang 8      |                  |
| 1995 | Lister Cars Ltd.          | Lister Storm GTS | Rupert Keegan   | Dominic Chappell      | Ausfall     | Getriebeschaden  |
| 1996 | Newcastle United Lister   | Lister Storm GTL | Tiff Needell    | Anthony Reid          | Rang 19     |                  |
| 1997 | Newcastle United Lister   | Lister Storm GTL | Tiff Needell    | George Fouché         | Ausfall     | Unfall           |
| 1998 | Toyota Motorsport         | Toyota GT-One    | Ralf Kelleners  | Thierry Boutsen       | Ausfall     | Getriebeschaden  |
| 2000 | Thomas Bscher Promotion   | BMW V12 LM       | Thomas Bscher   | Jean-Marc Gounon      | Ausfall     | Unfall           |

### Einzelergebnisse in der Sportwagen-Weltmeisterschaft
| Saison | Team          | Rennwagen               | 1   | 2   | 3   | 4   | 5   | 6   | 7   | 8   | 9   | 10  | 11  |
| ------ | ------------- | ----------------------- | --- | --- | --- | --- | --- | --- | --- | --- | --- | --- | --- |
| 1982   | Nimrod Racing | Nimrod NRA/C2           | MON | SIL | NÜR | LEM | SPA | MUG | FUJ | BRH |     |     |     |
| 1982   | Nimrod Racing | Nimrod NRA/C2           |     | DNF |     | DNF | DNF |     |     |     |     |     |     |
| 1985   | Dome          | Dome 85C                | MUG | MON | SIL | LEM | HOK | MOS | SPA | BRH | FUJ | SEL |     |
| 1985   | Dome          | Dome 85C                |     |     |     | DNF |     |     |     |     | 9   |     |     |
| 1986   | Team Tom‘s    | Dome 86C                | MON | SIL | LEM | NÜN | BRH | JER | NÜR | SPA | FUJ |     |     |
| 1986   | Team Tom‘s    | Dome 86C                |     |     | DNF |     |     |     |     |     | 9   |     |     |
| 1987   | Team Tom‘s    | Toyota 87C-L            | JAR | JER | MON | SIL | LEM | NÜN | BRH | NÜR | SPA | FUJ |     |
| 1987   | Team Tom‘s    | Toyota 87C-L            |     |     |     |     | DNF |     |     |     |     | DNF |     |
| 1988   | Team Tom‘s    | Toyota 88C Toyota 88C-V | JER | JAR | MON | SIL | LEM | BRÜ | BRH | NÜR | SPA | FUJ | SAN |
| 1988   | Team Tom‘s    | Toyota 88C Toyota 88C-V |     |     |     |     | 12  |     |     |     |     | 22  |     |
| 1989   | Team Tom‘s    | Toyota 89C-V Toyota 88C | SUZ | DIJ | JAR | BRH | NÜR | DON | SPA | MEX |     |     |     |
| 1989   | Team Tom‘s    | Toyota 89C-V Toyota 88C | 20  | 4   |     |     | 7   |     | 8   |     |     |     |     |
| 1990   | Team Tom‘s    | Toyota 90C-V            | SUZ | MON | SIL | SPA | DIJ | NÜR | DON | MOT | MEX |     |     |
| 1990   | Team Tom‘s    | Toyota 90C-V            | 4   | DNF | 12  |     | DNF | DNF | DNF | 7   | DNF |     |     |
| 1991   | Team Tom‘s    | Toyota TS010            | SUZ | MON | SIL | LEM | NÜR | MAG | MEX | AUT |     |     |     |
| 1991   | Team Tom‘s    | Toyota TS010            |     |     |     |     | 6   |     |     |     |     |     |     |
| 1992   | Team Tom‘s    | Toyota TS010            | MON | SIL | LEM | DON | SUZ | MAG |     |     |     |     |     |
| 1992   | Team Tom‘s    | Toyota TS010            | 1   | DNF | DNF | 3   | 2   | 3   |     |     |     |     |     |